# Lee Sun-hee
Lee Sun-hee (in hangŭl: 이선희; 21 ottobre 1978) è un'ex taekwondoka sudcoreana.

## Palmarès

### Olimpiadi
- 1 medaglia:
  - 1 oro (Sydney 2000 nei 67 kg)

### Mondiali
- 1 medaglia:
  - 1 oro (Garmisch-Partenkirchen	2003 nei pesi welter)